# Volvatella bermudae
Volvatella bermudae är en snäckart som beskrevs av K. B. Clark 1982. Volvatella bermudae ingår i släktet Volvatella och familjen Volvatellidae. Inga underarter finns listade i Catalogue of Life.